# Deen (groupe)
Pour les articles homonymes, voir Deen.
DEEN est un groupe de pop rock japonais créé en 1993, ayant vendu plusieurs millions de disques au Japon surtout dans les années 1990, composé principalement du chanteur Shuichi Ikemori, du guitariste Shinji Tagawa et du clavieriste Koji Yamane, les autres membres ayant souvent changé.

## Discographie

### Singles
- 1993 : Kono mama Kimi Dake wo Ubaisaritai
- 1993 : Tsubasa wo Hirogete
- 1993 : Memories
- 1993 : Eien wo Azukete kure
- 1994 : Hitomi Sorasanaide
- 1995 : Teenage Dream
- 1995 : Mirai no Tame Ni
- 1995 : Love Forever/Shounen
- 1996 : Hitori Janai (Dragon Ball GT)
- 1996 : Sunshine on Summer Time
- 1996 : Sugao de Waratteitai
- 1997 : Kimi ga Inai Natsu (Détective Conan)
- 1997 : Yume de Aru Youni
- 1998 : Toi Sora de
- 1998 : Kimi Sae Ireba
- 1998 : Tegotae no Nai Ai
- 1999 : Toi Toi Mirai he
- 1999 : Just One
- 1999 : My Love
- 2000 : Power of Love
- 2000 : Kanashimi no Mukogawa
- 2002 : Miagetegoran Yoru no Hoshi wo featuring Diana Yukawa
- 2002 : Yume de Aetara
- 2002 : Birthday eve Dareyorimo Hayai Ai no Uta
- 2003 : Tsubasa wo Kaze ni Nosete -fly away-
- 2003 : Taiyō to Hanabira
- 2003 : Yutopia ha Miterunoni
- 2004 : Reru no Nai Sora he
- 2004 : Strong Soul
- 2004 : Ai no kane ga sekai ni hibikimasu youni - Deen with Yuka Kamebuchi & The Voices of Japan
- 2005 : Konomama Kimidake wo Ubaisaritai/Tsubasa wo Hirogete
- 2006 : Starting Over
- 2006 : Diamond
- 2008 : Eien no Ashita
- 2009 : Celebrate

### Classique
- 1999 : Classics One Orange Halloween Time
- 2000 : Classics Two Sepia Aki Zakura -more & more-
- 2007 : Classics Three Pastel Yume no Tsubomi
- 2007 : Classics Four Blue Smile Blue

### Albums
- 1994 : Deen
- 1996 : I wish
- 1998 : Deen Singles + 1
- 1998 : The Day
- 2000 : Need Love
- 2001 : Ballad in Blue: The greatest hits of Deen
- 2002 : Waon -Songs for children-
- 2002 : Pray
- 2003 : Utopia
- 2004 : Road Crusin
- 2005 : Deen The Best Kiseki
- 2006 : Diamonds
- 2007 : The Best Classics
- 2009 : Next stage
- 2009 : Lovers concerto
- 2010 : Crawl
- 2010 : Another Side Memories~Precious Best~
- 2010 : All time live best
- 2011 : Graduation

## Vidéographie

### VHS
- 2000 : Deen Live Joy Special Yokohama Arena
- 2001 : on&off -tour document of 'need love-
- 2001 : on&off -tour document of unplugged live & recordings-
- 2003 : Greatest Clips 1993-1998
- 2003 : Greatest Clips 1998-2002

### DVD
- 2001 : Deen Live Joy Special Yokohama Arena
- 2001 : on&off -tour document of 'need love-
- 2001 : on&off -tour document of unplugged live & recordings-
- 2003 : Greatest Clips 1993-1998
- 2003 : Greatest Clips 1998-2002

## Liens
- (ja) Site officiel
- Ressources relatives à la musique :   - AllMusic
  - Discogs
  - Last.fm
  - MusicBrainz
  - Rate Your Music
  - Songkick
  - VGMDb
- Ressources relatives à l'audiovisuel :   - Anime News Network
  - IMDb